# Upplands runinskrifter 176
Upplands runinskrifter 176 är en nu försvunnen vikingatida runsten i Berga, Österåkers socken och Österåkers kommun. Stenen skall ursprungligen ha varit placerad mellan Berga och Hacksta, och stod där fortfarande 1720. Runt 1860 blev den inmurad i en spis och försvann därefter. Fem fragment blev återfunna 1958 men var åter försvunna vid mitten av 1970-talet. Samnordisk runtextdatabas anger attribuerad ristare Fot.

## Inskriften
Translitterering av runraden:
[× kaiʀtiarfr ' auk ' þorbiarn ' auk ' þurmuntr · raistu · stin · at · aebiarn · faþur sin]
Normalisering till runsvenska:
Gæiʀdiarfʀ ok Þorbiorn ok Þormundr ræistu stæin at Æibiorn, faður sinn.
Översättning till nusvenska:
Gerdjärv och Torbjörn och Tormund reste stenen efter Ebjörn, sin fader.